# Brigade de chasseurs indigènes marocains
Pour les articles homonymes, voir Brigade marocaine.
La brigade de chasseurs indigènes est une unité de l'Armée de terre française. Formée de soldats marocains, elle combat au début de la Première Guerre mondiale, puis donne naissance au 1er régiment de marche de tirailleurs marocains le 1er janvier 1915.

## Historique

### Formation de la brigade
En 1914, le protectorat français au Maroc compte cinq bataillons d'auxiliaires marocains, intégrés à l'Armée française. La plupart des sous-officiers et hommes de troupe sont d'origine marocaine mais d'autres sont des tirailleurs algériens ou tunisiens ou des Français. Les commandants de bataillon sont tous français mais chaque compagnie compte en moyenne trois officiers français, un officier algérien ou tunisien et un khelifa ou caïd mia (officiers) marocain.
Les cinq bataillons (sauf la 10e compagnie qui reste à Tanger), sous les ordres du colonel Pellé, sont envoyés en France début août 1914, débarquant à Bordeaux le 20 août. Les bataillons sont ensuite regroupés au camp de Châlons le 25 août 1914 dans une brigade de chasseurs indigènes, sous les ordres du général Ditte.
Forte de plus de 4 000 hommes, sa composition est la suivante :
- 1er régiment de chasseurs indigènes : sous les ordres du colonel Touchard
  - 3e bataillon du commandant Auroux
  - 4e bataillon du commandant Fumey
  - 5e bataillon du commandant Richard d'Ivry
- 2e régiment de chasseurs indigènes : sous les ordres du commandant Poeymirau
  - 1er bataillon du commandant Pellegrin
  - 2e bataillon du commandant Clément

Après quelques opérations sur l'Avre, sans combats réels, la brigade est intégrée au 5e groupe de divisions de réserve à partir du 1er septembre. Elle est mise en première ligne le 4 dans ce qui va devenir la bataille de la Marne et engagée le lendemain dans la zone Iverny-Monthyon (actuelle Seine-et-Marne).

### Bataille de l'Ourcq

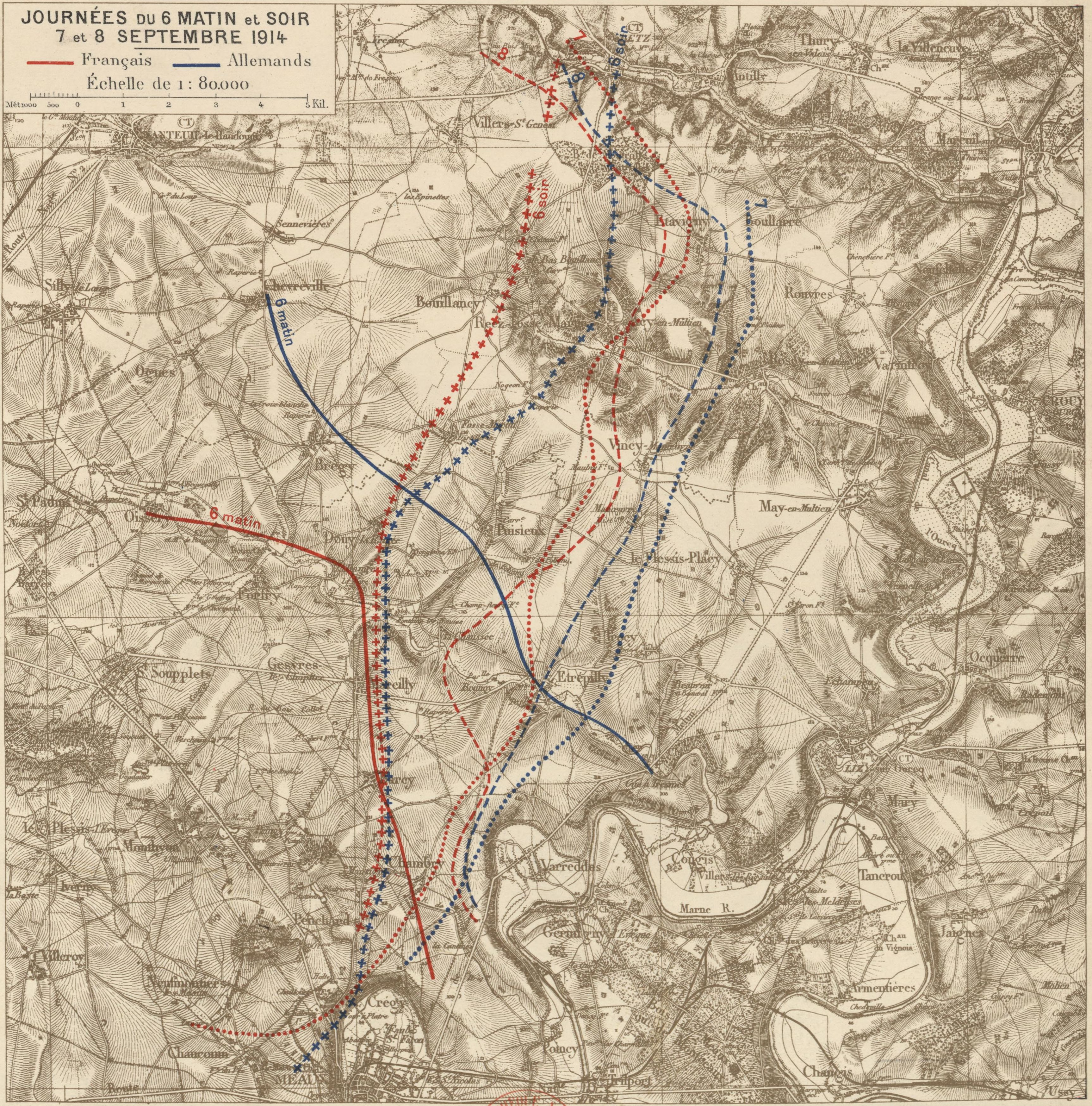
Carte des positions allemandes et françaises pendant la bataille, à partir du 6. La brigade marocaine combat au nord-ouest de Meaux.

L'assaut est lancé le matin et la brigade dépasse Villeroy à midi. Sous les ordres du commandant Poeymirau, l'avant-garde part occuper Neufmontiers où des forces allemandes convergeraient. Le 1er bataillon (2e régiment) est arrêté devant le bois de Penchard par l'avant-garde de la 22e division de réserve allemande tandis que le 2e bataillon (2e régiment) atteint Neufmontiers. Pendant ce temps, le 5e bataillon (1er régiment) s'engage pour soutenir le 2e régiment stoppé par le feu allemand. Dépassant Neufmontiers, il charge vers 15 h en direction de Penchard mais les Allemands contre-attaquent avec quatre bataillons. Après une heure de combat au corps-à-corps autour du village, le bataillon déroute vers Neufmontiers, ayant perdu le commandant Richard d'Ivry, son chef, tué.
La brigade recule vers Charny, découvrant le flanc de la 55e division de réserve française engagée vers Monthyon. Unique unité de réserve de la division, le 5e bataillon du 276e régiment d'infanterie attaque vers Villeroy pour rétablir la liaison avec les Marocains. Le feu de la 22e division allemande stoppe l'élan français 700 m avant le village. Le bataillon français, déplorant de nombreuses pertes dont le lieutenant Charles Péguy, rejoint les chasseurs indigènes à Villeroy. La brigade a perdu 1 150 hommes et 19 officiers en une seule journée mais les Allemands également éprouvés ne poursuivent pas leurs assauts.
Reformée, la brigade attaque le lendemain matin à nouveau vers Penchard puis Chambry. Le 1er régiment moins éprouvé est en pointe de la brigade, qui a reçu le soutien de deux groupes de batteries d'artillerie. Les Marocains subissent les feux de l'artillerie du IIe corps allemand, le commandant Fumey du 4e bataillon étant blessé avant Chambry. Un premier assaut du 1er régiment, lancé à 10 h ne parvient pas à prendre le cimetière de Chambry, tandis que le 2e régiment subit des pertes autour de Chambry. Dans l'après-midi, le 1er régiment repart à l'attaque pour soutenir la 55e division de réserve bloquée après avoir dépassé Barcy. Dépassant Chambry, l'assaut conjoint échoue cependant à 17 h devant les lignes allemandes. La charge frontale de la 45e division d'infanterie d'Afrique ne parvient pas non plus à remporter la décision.
Les combats faiblissent sur le front de la brigade. Le 7 au soir, une compagnie marocaine reçoit l'ordre de tenter une attaque de nuit à Chambry mais elle est détectée et, accueillie par le feu des fantassins allemands, reflue en désordre. La brigade marocaine décimée part en réserve à Neufmontiers.

### Bataille de l'Aisne

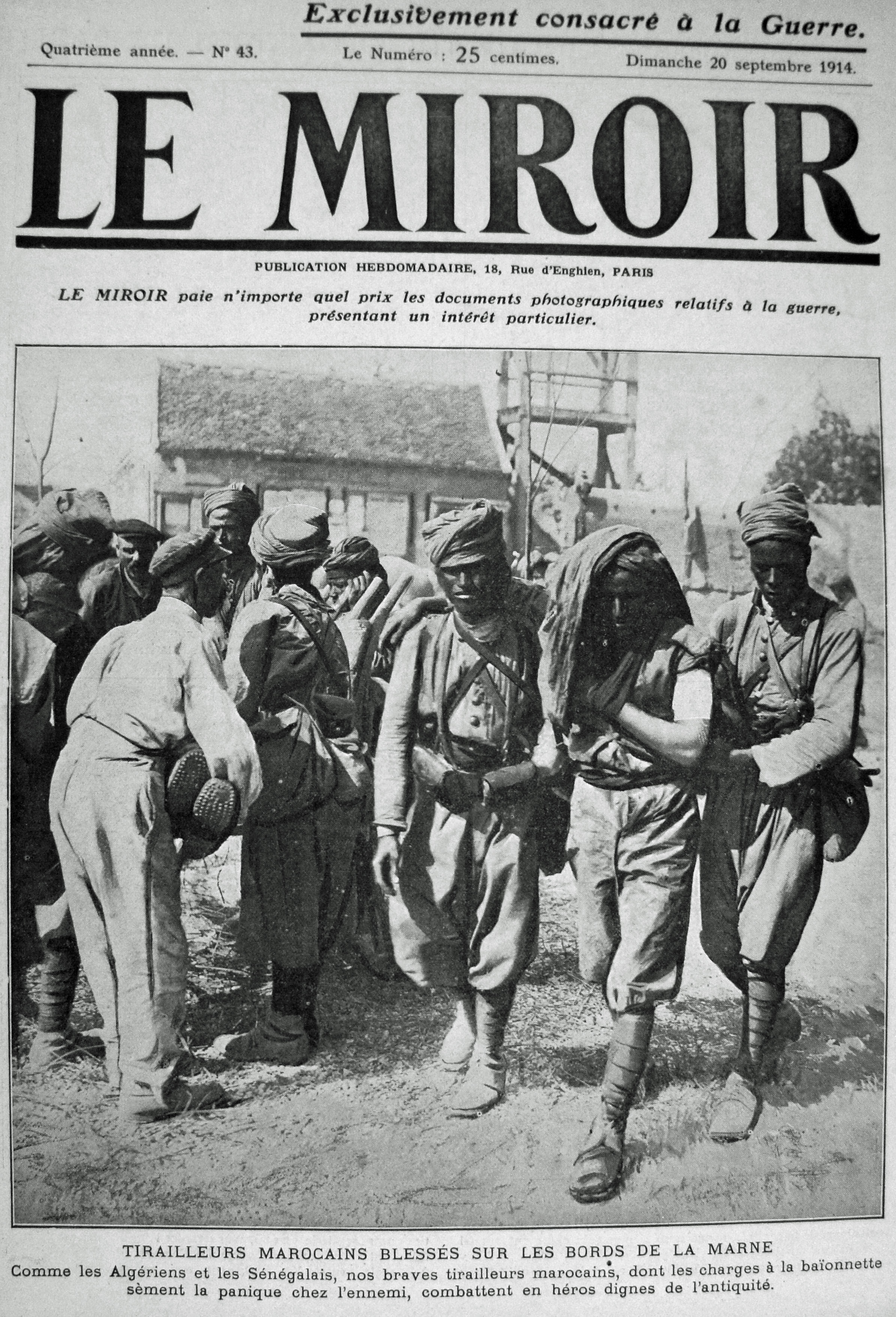
Chasseurs de la brigade marocaine blessés dans l'Aisne en couverture du journal Le Miroir du 20/9/1914. La photographie est également légendée comme montrant la bataille de l'Ourcq.

La brigade est à la disposition de la 45e division à partir du 8 septembre 1914. Le 2e régiment prend Chaudun le 11 puis Crouy le 14. Les zouaves de la 45e division ne parviennent pas à prendre pied sur le plateau au-dessus de Crouy et la brigade est engagée le 16 au matin. Les 1 280 hommes du 1er régiment, soutenus par le 5e groupe d'artillerie d'Afrique, parviennent avec succès à prendre la ferme des Perrières. Le 18, la ligne française en avant de Soissons a été sécurisée mais l'effectif du 1er régiment a été réduit à 620 hommes.

### Dissolution
La brigade est dissoute le 23 septembre 1914, les 1 800 survivants formant le régiment de marche de chasseurs indigènes, sous les ordres du lieutenant-colonel Poeymirau. Le 1er janvier 1915, ce régiment devient le Régiment de marche de tirailleurs marocains (RMTM) par décision du 25 décembre 1914.

## Pertes de la brigade
Entre le 26 août et le 24 septembre 1914, les pertes de la brigade sont les suivantes :
|              | Effectif initial | Tués | Blessés | Disparus | Total des pertes | Taux de perte |
| ------------ | ---------------- | ---- | ------- | -------- | ---------------- | ------------- |
| 1er régiment | 2 686            | 186  | 857     | 166      | 1 209            | 45 %          |
| 2e régiment  | 1 609            | 111  | 612     | 114      | 837              | 52 %          |
| Total        | 4 295            | 297  | 1 469   | 280      | 2 046            | 48 %          |

Certains auteurs ont parlé, par exagération, d'un taux de perte de 75 %, voire 80 % !

## Uniforme
Les troupes auxiliaires marocaines ont vu leur tenue standardisée en 1913 : vareuse et culotte (coupée large) en toile kaki clair, chéchia rouge couverte d'un chèche de toile kaki clair, ceinture rouge, bandes molletières bleu foncé, brodequins réglementaires de l'Armée française. Ils portent également la djellaba. L'armement est celui de l'infanterie française, avec des fusils Lebel.
Débarqués fin août à Bordeaux, les chasseurs indigènes reçoivent deux équipements bleu foncé portés par les chasseurs alpins : le manteau-cape à capuche et une vareuse-dolman (portée par dessus la vareuse kaki clair). Ces effets sont peu portés en journée, à cause de la chaleur de l'été 1914. Les chasseurs indigènes reçoivent également un couvre-chéchia jaune canari.

## Personnalités ayant servi au sein de l'unité
- Henri Poeymirau, commandant le 2e régiment,

- Alphonse Juin, lieutenant au 1er bataillon du 2e régiment.